# Předsednictvo politbyra Korejské strany práce
Předsednictvo politbyra Korejské strany práce (v letech 1946 až 1961 Stálý výbor) je výbor složený z nejvyššího vedení Korejské strany práce. Historicky se skládalo z jednoho až pěti členů, v současné době má pět členů a jeho oficiálně stanoveným účelem je vést politické diskuse a přijímat rozhodnutí o zásadních otázkách v době, kdy nezasedá politbyro, větší rozhodovací orgán. Ačkoli předsednictvo teoreticky podléhá politbyru, které zase podléhá většímu ústřednímu výboru, v praxi je předsednictvo nadřazeno svým nadřízeným orgánům a působí jako nejmocnější rozhodovací orgán v Severní Koreji. Vzhledem k tomu, že Severní Korea je státem jedné strany, mají rozhodnutí předsednictva de facto sílu zákona. Jeho role je zhruba obdobná roli stálého výboru politbyra Komunistické strany Číny.

## Současní členové předsednictva
V roce 2022 má předsednictvo politbyra 5 členů:
- Kim Čong-un – generální tajemník Korejské strany práce, předseda pro státní záležitosti Severní Koreje a faktický vládce Severní Koreje
- Čchoi Rjong-he – předseda stálého výboru Nejvyššího lidového shromáždění
- Ri Pyong-chol – velitel Korejské lidové armády
- Kim Tok-hun – premiér Severní Koreje
- Jo Yong won – Tajemník sekretariátu Korejské strany práce